# Güzelyurt, Ereğli
Güzelyurt là một xã thuộc huyện Ereğli, tỉnh Zonguldak, Thổ Nhĩ Kỳ. Dân số thời điểm năm 2011 là 292 người.